# Małgorzata Burzyńska-Keller
Małgorzata Burzyńska-Keller (ur. 25 maja 1962 we Wrocławiu) – polska reżyserka, scenarzystka i dziennikarka. Znawczyni tematu dotyczącego filmu żydowskiego w Polsce.

## Życiorys
Wnuczka Stanisława Kalabińskiego, kuzynka Jacka Kalabińskiego. Studiowała w Konserwatorium Muzycznym w klasie wiolonczeli i fortepianu. W latach 1990–1997 w Państwowej Wyższej Szkole Filmowej Telewizyjnej i Teatralnej im. Leona Schillera w Łodzi studiowała na Wydziale Reżyserii i uzyskała dyplom w 1997. W latach 1992–1993 studiowała także jako wolny słuchacz reżyserię filmową w Columbia University w Nowym Jorku.  
W latach 1996–2000 była asystentką Wojciecha Jerzego Hasa. Na planie debiutowała jako jego asystentka przy realizacji filmu Niezwykła podróż Baltazara Kobera. 
Od 1996 jest wykładowcą na Wydziale Reżyserii PWSFTviT w Łodzi.
Wraz z Symchą Kellerem nagrała w 1991 płytę Szabat. Towarzyszyła w trasach koncertowych w Polsce i Stanach Zjednoczonych Shlomo Carlebachowi. Autorka filmów dokumentalnych o Leszku Millerze, Beacie Tyszkiewicz, Barbarze Krafftównie, Jerzym Treli, Jerzym Bossaku, a także fabularnych m.in. Gąszczu, z Andrzejem Sewerynem i Dorotą Segdą w rolach głównych, oraz Zielonego Wybrzeża z 2008.
Prowadziła przez 10 lat Fundację Ochrony Dziedzictwa Kultury Żydów „Wspólne Korzenie” w Łodzi. Jest pomysłodawcą i artystycznym dyrektorem Festiwalu Sztuki Filmowej Jidysz, którego pierwsza edycja odbyła się w październiku 2006. Pozyskuje z archiwów świata nieznane filmy zrealizowane w języku jidysz – dokumentalne i fabularne. Jest badaczką historii przedwojennego, żydowskiego kina oraz jego twórców, a także początków kinematografii polskiej po II wojnie Światowej. W ramach tej inicjatywy w grudniu 2005 roku wraz z Andrzejem Wajdą ufundowała i odsłoniła gwiazdę Jerzego Bossaka w łódzkiej Alei Gwiazd. Interesuje się twórczością Maxa Frischa oraz od 25 lat zbiera wszelkie materiały (audio i video) dotyczące Edwarda Stachury. W roku 2014 otrzymała stypendium PISF na scenariusz filmu o pisarzu Życiopisanie.
Jest przedstawicielką Związku Gmin Wyznaniowych Żydowskich w RP do spraw kontaktów z mediami. Inicjatorką podpisania umowy pomiędzy Telewizją Polską a ZGWŻ dotyczącej cyklicznych programów o tematyce żydowskiej. Realizuje program telewizyjny Szma Israel emitowany przez TVP2. Promotorka i organizatorka wielu imprez i spotkań dotyczących obyczajowości, tradycji i kultury żydowskiej. Autorka wielu artykułów na temat twórczości Wojciecha Hasa. Publikowała m.in. w „Kwartalniku Filmowym”, „Krasnogrudzie” i „Midraszu”. Inicjatorka powstania Stowarzyszenia Kobiet Żydowskich w RP.
W 2009 została odznaczona Złotym Krzyżem Zasługi przez prezydenta Lecha Kaczyńskiego.
Obecnie zajmuje się promocją kina jidysz poza granicami Polski, organizując przeglądy przedwojennych i współczesnych filmów w Paryżu, promocją twórczości Wojciecha Jerzego Hasa oraz biografią Edwarda Stachury. 
Doktorantka PWSFTviT w Łodzi.